# Mistrovství Evropy v zápasu ve volném stylu 2019
Mistrovství Evropy v zápasu ve volném stylu za rok 2019 proběhlo v hale Polivalentă v Bukurešti, Rumunsko ve dnech 8.-12. dubna 2019.

## Česká stopa
- -57 kg – Lenka Hocková
- -68 kg – Adéla Hanzlíčková

## Program

### Vyřazovací boje
- PO – 08.04.2019 – muži (−57 kg, −65 kg, −70 kg, −79 kg, −97 kg)
- ÚT – 09.04.2019 – muži (−61 kg, −74 kg, −86 kg, −92 kg, −125 kg)
- ST – 10.04.2019 – ženy (−50 kg, −55 kg, −59 kg, −68 kg, −76 kg)
- ČT – 11.04.2019 – ženy (−53 kg, −57 kg, −62 kg, −65 kg, −72 kg)

### Souboje o medaile
- ÚT – 09.04.2019 – muži (−57 kg, −65 kg, −70 kg, −79 kg, −97 kg)
- ST – 10.04.2019 – muži (−61 kg, −74 kg, −86 kg, −92 kg, −125 kg)
- ČT – 11.04.2019 – ženy (−50 kg, −55 kg, −59 kg, −68 kg, −76 kg)
- PÁ – 12.04.2019 – ženy (−53 kg, −57 kg, −62 kg, −65 kg, −72 kg)

## Výsledky

### Muži
| Kategorie | Zlato                      | Stříbro                        | Bronz                         | Bronz                            |
| --------- | -------------------------- | ------------------------------ | ----------------------------- | -------------------------------- |
| −57 kg    | Süleyman Atlı (TUR)        | Muslim Sadulajev (RUS)         | Mahir Amiraslanov (AZE)       | Vladimir Jegorov (MKD)           |
| −61 kg    | Arsen Arutjunjan (ARM)     | Beka Lomtadze (GEO)            | Recep Topal (TUR)             | Randy Vock (SUI)                 |
| −65 kg    | Hadži Alijev (AZE)         | Selahattin Kılıçsallayan (TUR) | Načyn Kúlar (RUS)             | Vasyl Šuptar (UKR)               |
| −70 kg    | Mustafa Kaya (TUR)         | Agahusejn Mustafajev (AZE)     | Magomedmurad Gadžijev (POL)   | Magomedrasul Gazimagomedov (RUS) |
| −74 kg    | Frank Chamizo (ITA)        | Zelimchan Chadžijev (FRA)      | Avtandil Kenčadze (GEO)       | Timur Bičojev (RUS)              |
| −79 kg    | Džabrajil Hasanov (AZE)    | Achmed Gadžimagomedov (RUS)    | Nikoloz Kenčadze (GEO)        | Muhammet Nuri Kotanoğlu (TUR)    |
| −86 kg    | Vladislav Valijev (RUS)    | Petru Ianulov (MDA)            | Ali Šabanov (BLR)             | Fatih Erdin (TUR)                |
| −92 kg    | Šarif Šarifov (AZE)        | Zbigniew Baranowski (POL)      | István Veréb (HUN)            | Irakli Mcituri (GEO)             |
| −97 kg    | Abdulrašid Sadulajev (RUS) | Alexandr Guštyn (BLR)          | Elizbar Odykadze (GEO)        | Nurmagomed Gadžijev (AZE)        |
| −125 kg   | Taha Akgül (TUR)           | Geno Petrijašvili (GEO)        | Oleksandr Chocjanivskyj (UKR) | Anzor Chizrijev (RUS)            |

### Ženy
| Kategorie | Zlato                   | Stříbro                   | Bronz                         | Bronz                         |
| --------- | ----------------------- | ------------------------- | ----------------------------- | ----------------------------- |
| −50 kg    | Oksana Livačová (UKR)   | Miglena Selišká (BUL)     | Xenija Stankevičová (BLR)     | Evin Demirhanová (TUR)        |
| −53 kg    | Stalvira Oršušová (RUS) | Lilja Horišná (UKR)       | Vanessa Kolodinská (BLR)      | Jessica Blaszková (NED)       |
| −55 kg    | Iryna Husjaková (UKR)   | Evelina Nikolovová (BUL)  | Andreea Anaová (ROU)          | Bediha Günová (TUR)           |
| −57 kg    | Emese Barkaová (HUN)    | Tetjana Kitová (UKR)      | Anastasia Nichitaová (MDA)    | Alena Kolesnyková (AZE)       |
| −59 kg    | Biljana Dudovová (BUL)  | Svetlana Lipatovová (RUS) | Elif Jale Yeşilırmaková (TUR) | Elmira Gambarovová (AZE)      |
| −62 kg    | Tajbe Juseinová (BUL)   | Aurora Campagnaová (ITA)  | Marianna Sastinová (HUN)      | Tetjana Omelčenková (AZE)     |
| −65 kg    | Elis Manolová (AZE)     | Kriszta Inczeová (ROU)    | Petra Olliová (FIN)           | Marija Kuzněcovová (RUS)      |
| −68 kg    | Alla Čerkasovová (UKR)  | Adéla Hanzlíčková (CZE)   | Jenny Franssonová (SWE)       | Anastasija Grigorjevová (LAT) |
| −72 kg    | Alina Berežná (UKR)     | Anna Schellová (GER)      | Taťjana Morozovová (RUS)      | Taťjana Morozovová (RUS)      |
| −76 kg    | Yasemin Adarová (TUR)   | Martina Kuenzová (AUT)    | Aline Fockenová (GER)         | Zsanett Némethová (HUN)       |